# (32918) 1995 CZ
1995 CZ (asteroide 32918) é um asteroide da cintura principal. Possui uma excentricidade de 0.11368490 e uma inclinação de 3.50135º.
Este asteroide foi descoberto no dia 3 de fevereiro de 1995 por Takao Kobayashi em Oizumi.